# Dendropemon pycnophyllus
Dendropemon pycnophyllus är en tvåhjärtbladig växtart som beskrevs av Krug & Urb.. Dendropemon pycnophyllus ingår i släktet Dendropemon och familjen Loranthaceae. Inga underarter finns listade i Catalogue of Life.